# Borrachitos

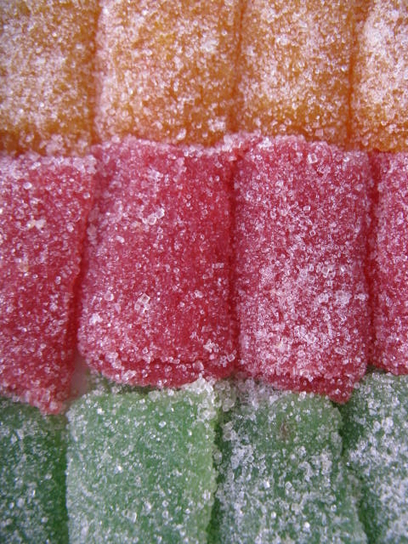
dulce envinado

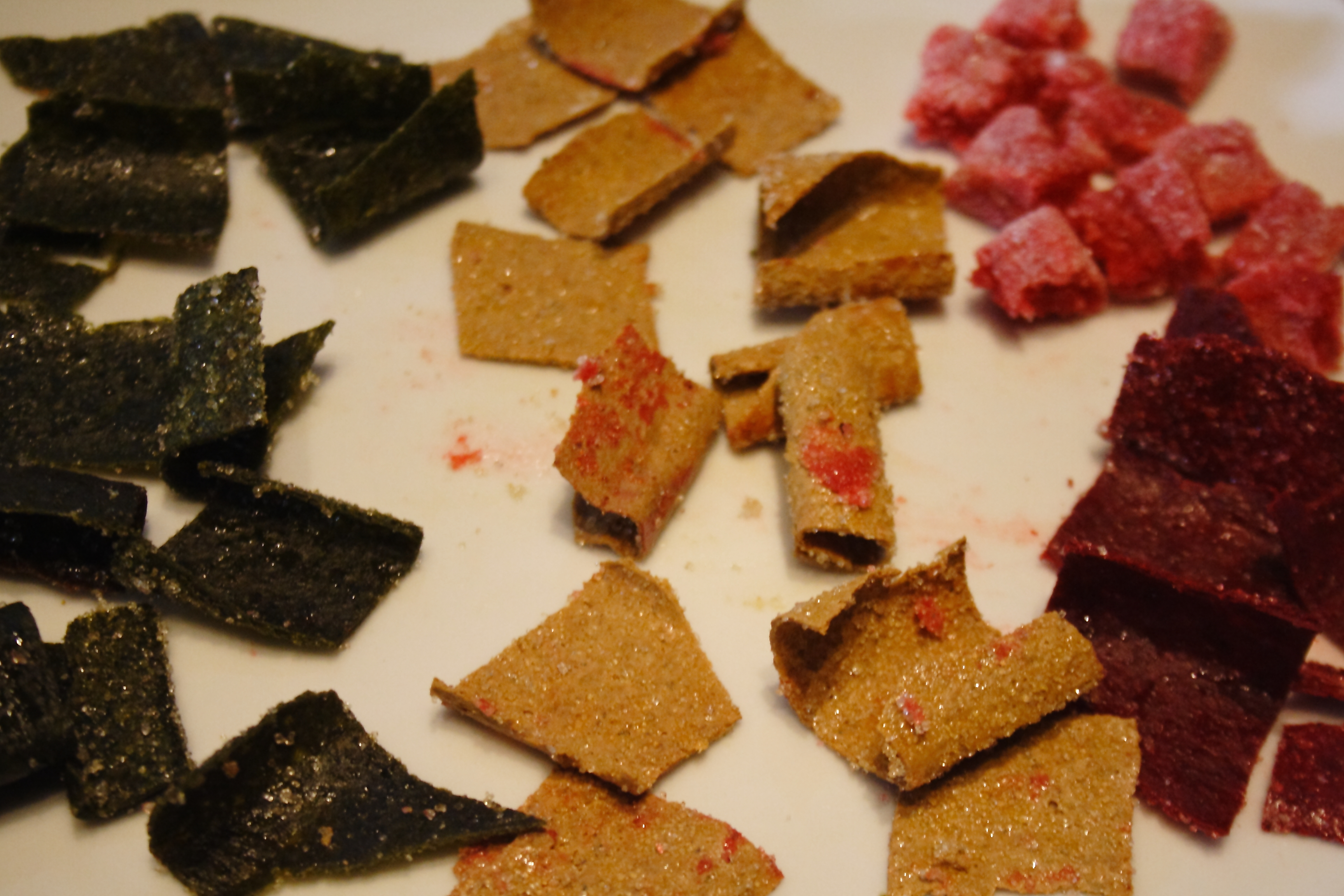
dulce envinado.

Los borrachitos son una marca registrada ante el Instituto Mexicano de la Propiedad Industrial, son dulces  envinados creados en México. Estos son dulces hechos de harina y espolvoreados con mucha azúcar y con un relleno cremoso de una gran gama de sabores; los principales son limón, piña, fresa, rompope y otros. El principal toque de esta golosina es el licor.

## Origen
Al igual que muchos otros dulces típicos de Puebla, los dulces envinados de leche nacieron gracias a las monjas que, en tiempos de la colonia, habitaban en los conventos de Santa Clara y Santa Rosa. La gran influencia española se mezcló con la cultura de los indígenas y fue así como surgieron. En esos tiempos, estos dulces se les obsequiaban a los benefactores como muestra de agradecimiento, pero con el tiempo se observó que se podía lucrar con la fabricación y venta de estos. 
Desde aquel entonces, hasta hoy en día, la producción de estos dulces envinados de leche es sustentada por la inmensa demanda de consumidores deseosos de este dulce. Actualmente es considerado como uno de los postres mexicanos más tradicionales y emblemáticos. Es consumido no solamente por turistas, sino también por los habitantes de todo el mundo.
- Datos: Q2886129